# Benedikt X., protupapa
Protupapa Benedikt X., rođen kao John Mincius, katolički protupapa od 1058. do 1059. godine. 